# Zdeněk Ščasný
Zdeněk Ščasný (* 9. August 1957 in Brünn, Tschechoslowakei) ist ein ehemaliger tschechischer Fußballspieler und derzeitiger -trainer.

## Spielerkarriere
Zdeněk Ščasný spielte in seiner Jugend für Spartak Roudnice nad Labem. Mit 17 Jahren wechselte er zu Dukla Prag, wo er die nächsten vier Jahre verbrachte und in der höchsten tschechoslowakischen Spielklasse debütierte. 1979 wechselte der Verteidiger zu Sparta Prag, wo er bis 1985 blieb. 1980 gewann Ščasný mit Sparta den Tschechoslowakischen Pokal, 1985 die tschechoslowakische Meisterschaft. In der Saison 1983/84 gewann Sparta das Double aus Meisterschaft und Pokal.
Anfang 1985 wechselte Zdeněk Ščasný erneut innerhalb Prags und schloss sich Bohemians an, für das er in viereinhalb Spielzeiten 56 Partien bestritt. Zdeněk Ščasný ging 1989 zum damaligen Zweitligisten Agro Slušovice, seine Karriere ließ er von 1991 bis 1993 beim zyprischen Verein Anagennisis Derynia ausklingen.

## Erfolge
- Tschechoslowakischer Meister 1977, 1979, 1984 und 1985
- Tschechoslowakischer Pokalsieger 1980 und 1984

## Trainerkarriere
In Derynia betreute Zdeněk Ščasný zunächst die Jugend, später war er Spielertrainer bei der ersten Mannschaft. Nach seiner Rückkehr nach Tschechien 1993 war er zunächst zwei Jahre Spielertrainer beim SK Roudnice nad Labem, ehe er seine Spielerkarriere endgültig beendete und die Trainerposition beim damaligen Zweitligisten Chmel Blšany übernahm, wo er allerdings nicht lange blieb. Anschließend trainierte er ebenfalls für nur wenige Monate den FK GGS Arma Ústí nad Labem.
Im Sommer 1996 wurde er Assistenztrainer bei Sparta Prag, im Januar 1998 übernahm er den Cheftrainerposten und führte die Mannschaft zur tschechischen Meisterschaft. Diesen Erfolg wiederholte er in der Saison 1998/99, ging aber anschließend zu Viktoria Žižkov, wo er bis 2002 blieb.
Die nächsten anderthalb Jahre arbeitete Zdeněk Ščasný bei OFI Kreta, ehe er im Oktober 2004 das Traineramt beim griechischen Spitzenklub Panathinaikos übernahm. Schon im Februar 2005 wurde Ščasný jedoch entlassen. Er kehrte in die Tschechische Republik zurück, von Dezember 2005 bis Juni 2007 trainierte er die Mannschaft des FK SIAD Most. Im September 2007 übernahm er den FK Mladá Boleslav. Nach einer 1:4-Niederlage gegen Sparta Prag trat er am 18. März 2008 zurück.
Anfang November 2008 wandte sich der FK Viktoria Žižkov an Ščasný, um die Mannschaft für die restlichen 16 Spiele vor dem drohenden Abstieg in die 2. Liga zu bewahren. Er konnte dem Verein aber nicht mehr retten.
Ende 2010 unterzeichnete er beim amtierenden ungarischen Meister Debreceni VSC einen Vertrag für zwei Jahre. Da die Ergebnisse jedoch ohne Erfolg blieben, verließ er den Verein im April 2011.
Von Oktober 2012 bis 2015 war er Trainer beim FK Teplice. 2015/2016 und 2018/2019 betreute er Sparta Prag, wo er in der Saison zuvor als Sportdirektor arbeitete.

## Sonstiges
Zdeněk Ščasnýs Sohn Michal ist professioneller Fußballspieler, seine Tochter Pavlína Ščasná war professionelle Fußballspielerin.